# 7359-es mellékút (Magyarország)
A 7359-es számú mellékút egy több mint 20 kilométer hosszú, négy számjegyű mellékút Zala és Vas vármegyék határvidékén.

## Nyomvonala
A 7328-as útból ágazik ki, annak 21+500-as kilométerszelvénye előtt, egy kicsivel nyugat felé, Batyk külterületén. Az ellenkező irányban, kelet felé ugyanott indul a Zalabér-Batyk vasútállomásra vezető 73 358-as út. Kevéssel a kezdete után északnyugati, sőt északi irányba fordul, majd körülbelül 1,25 kilométer után kiágazik belőle egy önkormányzati út keleti irányba, Batyk Csapó nevű, néhány házból álló településrészére.
1,6 kilométer megtétele után már Zalavég területén halad, a települést a 2+300-as kilométerszelvénye táján éri el, ott a neve Béke utca. 3,8 kilométer után kilép a község házai közül, majd kevéssel 5,3 kilométer után keresztezi az egykori Sárvár–Zalabér-Batyk-vasútvonal nyomvonalát. Utána még egy szakaszon érint egy külterületi településrészt, illetve a 6+400-as kilométerszelvénye közelében kiágazik belőle délnyugat felé egy jelöletlen bekötőút, ez a Mikosdi- vagy Zierer-kastélyhoz vezet. Itt az út már újból északnyugat felé húzódik, Zalavég és egyben Zala vármegye határát is így lépi át, a 6+800-as kilométerszelvénye közelében, továbbhaladva a Vas vármegyei Mikosszéplak irányába.
Kevéssel a 8. kilométere előtt egy elágazáshoz ér: a 7359-es számozást az innen délnyugati irányba folytatódó út viszi tovább, míg északkelet felől a 7365-ös számú út torkollik be ide, bő 7,2 kilométer megtétele után, Hosszúpereszteg és a 8-as főút felől. A 7359-es 8,5 kilométer után éri el Mikosszéplak házait, ahol a Rákóczi utca nevet viseli. 9,6 kilométer után ismét egy elágazáshoz ér: innen északnyugat felé halad tovább, dél felől pedig a 2,4 kilométer hosszú 7384-es út csatlakozik bele, Bérbaltavár és a 7361-es út felől.
A folytatása Kossuth Lajos utca néven húzódik, de nem sokáig, kevéssel a tizedik kilométere előtt kilép a község házai közül. Csehimindszent a következő települése, ahova 11,5 kilométer után lép be, és szinte egyből a belterületére érkezik. Nyugatnak fordul és a Petőfi Sándor utca nevet veszi fel, majd a falu központjában újabb elágazáshoz ér. A 7359-es számozást a Fő utca északnyugati irányba induló szakasza viszi tovább, dél felől pedig a 7382-es út érkezik be ebbe a kereszteződésbe, 2,6 kilométer után, szintén Fő utca néven. Az út 12,7 kilométer után lép ki a község belterületéről, 14. kilométer után pedig Csipkerek területére ér.
Csipkerek házait 14,3 kilométer után éri el, ott a Petőfi Sándor utca nevet veszi fel, majd az észak-déli irányban hosszan elnyúló község központi részén Rákóczi Ferenc, az északi falurészben pedig Kossuth Lajos nevét viseli. 16,5 kilométer után lép csak ki a falu házai közül, majd a 17. kilométere közelében nyugati irányt vesz: így lép át a 18+300-as kilométerszelvényénél Szemenye határába. A község belterületét nem közelíti meg, attól délkeletre ér véget, beletorkollva a 8-as főútba, annak 136+300-as kilométerszelvénye közelében.
Teljes hossza, az országos közutak térképes nyilvántartását szolgáló kira.gov.hu adatbázisa szerint 20,718 kilométer.

## Települések az út mentén
- Batyk
- Zalavég
- Mikosszéplak
- Csehimindszent
- Csipkerek
- (Szemenye)

## Története
Az eredeti tervek szerint a 87. számú főutat Lövőtől, a 84-es útból kiágazva Sopronhorpács irányában Kőszegig, onnan Szombathely, Rum, Mikosszéplak (ezáltal magában foglalva a cikkben tárgyalt útszakaszt is), Zalaszentgrót, Karmacs, Hévíz érintésével Keszthelyig építették volna ki, de erre megfelelő mennyiségű pénz nem gyűlt össze, mivel Ausztria kizárólag a Bécs és a Balaton közti legrövidebb összeköttetést, azaz a 84-es főutat támogatta anyagilag, így a főútnak csak a Kőszeg-Szombathely-Rum-Kám szakasza készült el.
A 87-es út megépítése előtt a Szombathely-Kám és a Kám-Batyk útszakasz azonos számozás alatt futott.